# Зимин, Валерий Викторович
Зимин Валерий Викторович — российский металлург , специалист по автоматизации производственных процессов. 

## Биография
В 1967 году окончил Томский государственный университет по специальности радиофизика и электроника. С 1970 по 1994 годы работал заместителем начальника отдела на ЗСМК.  В 1980 году в МИСИС защитил диссертацию на звание кандидата технических наук на тему «Построение согласованных расписаний для производственных звеньев комплекса сталь-прокат». С 1994 года преподает в СибГИУ на кафедре автоматизации и информационных систем. В 2017 году защитил диссертацию на звание доктора технических наук в Томском государственном университете по теме "Механизмы декомпозиционного управления жизненным циклом информационно-технологических сервисов (на примере предприятий черной металлургии)" 

## Награды
- Премия Совета Министров СССР (1981 год);
- Медаль «За трудовое отличие» СССР (1986 год);
- Государственная премия СССР (1989 год);
- Медаль «За служение Кузбассу» (2004 год);

## Сочинения
А. А. Ивушкин, С. М. Кулаков, К. А. Ивушкин , В.В. Зимин.Основы управления жизненным циклом сервисовтсистем информатики и автоматизации (лучшие практики ITIL): учеб. пособие. Кемерово: Кузбассвузиздат, 2013. – 500 с.